# René Nicoly
René Nicoly, né le 22 septembre 1907 à Avon (Seine-et-Marne) mort le 22 mai 1971 à Clichy, est le président-fondateur des Jeunesses musicales de France. Il fut également directeur de la Réunion des théâtres lyriques nationaux de 1969 à 1971.

## Biographie
1939-1940
Fils de Victor Nicoly (1880-1953) intendant du grand domaine de Bel-Ébat en Seine-et-Marne, René Nicoly est chef du service d'orchestre des Éditions Musicales Durand. Il est affecté au début de la guerre à la préparation militaire supérieure des élèves des grandes écoles à Rochefort-en-Yvelines. Pour ces mille jeunes, consignés un dimanche, il fait venir des artistes de Paris, établit un programme qu'il commente lui-même : du Mozart, du Schubert et du Haydn ; succès complet et d'autres séances reçoivent le même accueil. Affecté ensuite au 21e dépôt de cavalerie, toujours pendant la drôle de guerre, René Nicoly tente la même expérience sur des dragons d'origine modeste (avec de nombreux illettrés) même succès, même accueil enthousiaste. C'est de cette double expérience caractéristique que naît l'idée force des Jeunesses musicales de France : « éveiller la sensibilité musicale des jeunes de toutes conditions pour un mieux-être et un mieux penser », c'est-à-dire une culture qui enrichit l'homme.
1940-1941
Après l'armistice, René Nicoly, démobilisé, reprend son poste à Paris aux Éditions Durand. Le travail est peu absorbant et le jeune homme veut poursuivre ses expériences du temps de guerre. Débuts au collège Stanislas où il organise une séance d'initiation musicale par semaine. Puis l'action s'étend aux grands lycées de Paris : Bossuet, Louis-le-Grand, Maintenon, Jules-Ferry, Victor-Duruy, etc. Peu à peu, tous les grands artistes français participent à cette passionnante entreprise : Ginette Neveu, Pierre Bernac, Hélène Bouvier, Lucien Lavaillotte, Jean Hubeau, le Trio Pasquier, Charles et Magdeleine Panzera, la chorale Passani, Roger Bourdin, Louis Beydts, Jacques Février, Aline van Barentzen, Maria Branèze, Henri Merckel, Raymond Trouard, A. de Gontaut-Biron, Alexandre Cellier, Charlie Lilamand, Hélène Baker d'Isy, l'Orchestre de la Société des Concerts, l'Orchestre James Lang Hewitt, la Société des instruments à vent, la Société des Instruments anciens, etc. Dès l'origine, la formule J.M.F. est trouvée : « Les deux principes fondamentaux sont, d'une part, la plus intransigeante qualité des programmes et de leur exécution ; d'autre part, l'établissement d'un lien étroit entre le phénomène musical et la culture générale ». (L'information musicale, juin 1942). Dès ces premières séances dans les lycées, René Nicoly fait appel à d'éminents conférenciers : Roger Ducasse, Béatrix Dussane, Gustave Samazeuilh, José Bruyr, Adolphe Boschot, Pierre Capdevielle, Michel Florisoone. À l'automne 1941, il rencontre Marcel Cuvelier, directeur de la Société Philharmonique de Bruxelles qui, de son côté, a créé en 1940 en Belgique un mouvement appelé « Jeunesses Musicales ». Les deux hommes échangent leurs expériences, se mettent d'accord sur les grands principes de leur action et décident pour leurs mouvements respectifs le même titre : « Jeunesses Musicales ».
1942
L'action dans les lycées a pris une telle ampleur et un tel dynamisme qu'elle "éclate" au grand jour au printemps 1942. Il faut maintenant utiliser les immenses salles de concert pour contenir les quelque 6 000 jeunes enthousiastes et créer une association indépendante. Les autorités musicales et la presse saluent la naissance des J.M.F. À son tour, Jacques Rouché, directeur de l'Opéra de Paris, jette dans la balance le prestige de sa grande maison. Après avoir facilité l'accès des J.M.F. aux séances publiques, il décide de leur offrir des salles entières : une séance de ballets le 22 octobre, le Roi d'Ys le 19 novembre, Fidelio le 17 décembre. Le 20 novembre, le premier grand cycle éducatif des J.M.F. commence à la salle Pleyel ; il est consacré aux « grands thèmes d'inspiration » : "la Nature", "l'Enfance", "le Sentiment religieux", "l'Amour", commentés par Émile Vuillermoz. Les J.M.F. comptent alors à Paris 20 000 adhérents. Chaque concert est répété trois fois. Dès ce moment, fonctionne l'organisation traditionnelle des J.M.F. : 300 délégués d'établissement font la promotion des concerts et se chargent de collecter les places auprès des adhérents qu'ils représentent devant la direction. Les Jeunesses Musicales de France sont définitivement lancées.
1943
Les J.M.F. se propagent en province : Reims en octobre, Lille et Dijon en novembre, Angers en décembre, Troyes avec des conférences d’Émile Vuillermoz, Roland Manuel et Norbert Dufourcq. Elles continuent leur expansion à Paris : concerts de l'orchestre des élèves du Conservatoire (les futurs cadets) dirigés par Claude Delvincourt avec des commentaires de Jacques Chailley, festival Ravel avec Marguerite Long, L'Art de la fugue par Charles Münch au Palais de Chaillot, séances de « l'Initiation à la Musique ». Le symbole des J.M.F. naît avec l'affiche bleue de Paul Colin ainsi que le premier Bulletin Officiel de l'Association. La chorale J.M.F. est créée sous la direction de Louis Martini.
1944
Première tournée J.M.F. en province avec l'orchestre des cadets du Conservatoire sous la direction de Claude Delvincourt : Dijon, Rouen, Nantes. Trois cent mille places de concerts ont été distribuées aux J.M.F. dans la saison 1943-1944. Après la Libération, le 6 novembre, les Jeunesses Musicales de France déposent leurs statuts (association sous la loi du 1-7-1901). Claude Delvincourt est nommé président d'honneur.
1945
Création des délégations de Limoges, de Nice et de Lyon (la délégation d'Angers compte alors 4 212 adhérents). À Paris, l'afflux des adhérents oblige à doubler les séances du cycle de musique de chambre (présenté par Bernard Gavoty) et à sextupler les séances du cycle symphonique (présenté par Norbert Dufourcq). Un concert commémorant le centenaire de Gabriel Fauré est donné six fois devant 12 000 J.M.F. A Bruxelles, Marcel Cuvelier et René Nicoly créent la Fédération Internationale des Jeunesses Musicales dont ils confient la présidence à Claude Delvincourt.
1946
L'action J.M.F. s'étend à l'Afrique du Nord : le 26 avril, quatre chanteurs, une pianiste, le conférencier Norbert Dufourcq et René Nicoly prennent un avion militaire pour Alger, Tunis et Rabat où ont lieu les premiers concerts. En province, se créent les nouvelles délégations de Laval, Tours, Mulhouse, Poitiers et Montpellier. Jacques Feschotte et Marc Meunier-Thouret se joignent aux conférenciers J.M.F. Les 16 et 17 mai, 1er Congrès de la Fédération Internationale des Jeunesses Musicales à Bruxelles : six J.M.F. inaugurent les échanges internationaux des jeunes. À Paris, les J.M.F. obtiennent maintenant, outre des places à tarif réduit dans les concerts publics, de nombreux avantages dans les théâtres. Les J.M.F. reçoivent une subvention de l’État de 3 000 000 de francs.
1947
Les J.M.F. comptent 20 délégations en province et 5 en Afrique du Nord. 400 500 places ont été distribuées aux J.M.F. pendant la saison 1946-1947. Le 2e Congrès de la Fédération Internationale des Jeunesses Musicales se tient à Paris.
1948
Cinquante-huit concerts éducatifs sont donnés à Paris (30 000 places de concert de plus que l'année précédente) et 273 dans l'ensemble du réseau J.M.F. en 1947-1948. La subvention de l’État est portée à 6 250 000 francs. Les J.M.F. versent 2 500 000 francs de cachets aux artistes. Création du Journal des Jeunesses Musicales de France qui tire à 150 000 exemplaires. La chorale des J.M.F. remporte le Grand Prix du Disque avec le De Profundis de Delalande.
1949
Pour la première fois, les J.M.F. lancent sur les routes une troupe de cinq danseurs, notamment en Afrique du Nord. En octobre, grâce à une systématisation rigoureuse des tournées provinciales par le délégué général André Pineau, le nombre des délégations atteint 70 (dont 16 pour l'Afrique du Nord). Ce chiffre a presque doublé en deux ans (38 délégations en 1947-1948). Le nombre de concerts passe de 273 à 476. À Paris, en 1949-1950, 64 séances sont strictement réservées aux J.M.F. La subvention de l’État est portée à 9 375 000 francs.
1950
Le 30 janvier, première audition du Concerto pour violon de Claude Arrieu et le 4 mai, première audition du Concerto de Mai pour piano de Marcel Delannoy, œuvres commandées par les J.M.F. Les J.M.F. font appel déjà à de nombreux artistes étrangers, inaugurent le système des échanges internationaux de jeunes artistes : elles engagent pour 50 concerts la troupe de jeunes chanteurs de l’École de La Scala de Milan et envoient en Italie l’Ensemble d’Instruments à vent du Conservatoire. À Paris, un cycle spécial est consacré à 50 ans de musique moderne de Debussy à Hindemith. La Chorale J.M.F. ressuscite les œuvres de Marc-Antoine Charpentier. Les J.M.F. bénéficient d'une aide généreuse de la société Pathé-Marconi et de son président, Pierre Bourgeois, aide qui ne se démentira pas.
1951
L’ambassade des États-Unis convie René Nicoly à un voyage d’études et de propagande Jeunesses Musicales en Amérique pendant près de trois mois. En septembre, le Journal des J.M.F. prend le titre de Journal Musical Français. René Nicoly est fait chevalier de la Légion d’honneur. En province, après les tournées de danse, débutent timidement des tournées d’orchestre de chambre (Ensemble Taffanel). Échanges internationaux avec le Canada (Noël Brunet), les États-Unis (Sidney Hart et Theodore Lettvin). Grâce à ces échanges, le pianiste français Pierre Sancan accomplit une tournée de 46 concerts aux États-Unis et au Canada.
1952
Le 24 janvier, première séance des Analyses-Interviews de musique contemporaine où les compositeurs les plus célèbres de ce temps viennent eux-mêmes présenter et analyser une de leurs œuvres, avec le concours de Bernard Gavoty ; André Jolivet et son Concerto pour piano remportent un triomphe. En huit ans, 16 compositeurs français et 8 compositeurs étrangers dialogueront ainsi avec 1 200 J.M.F. salle Gaveau : pour la France, Louis Aubert, Tony Aubin, Henry Barraud, Daniel Lesur, Maurice Duruflé, Henri Dutilleux, Arthur Honegger, Jacques Ibert, André Jolivet, Raymond Loucheur, Darius Milhaud, Serge Nigg, Francis Poulenc ; pour l’étranger, Benjamin Britten, Luigi Dallapiccola, Gian Francesco Malipiero, Frank Martin, Gian-Carlo Menotti, Goffredo Petrassi, Alphonse Stallaert, Heitor Villa-Lobos. À la fin de la saison 1951-1952, les J.M.F. comptent 127 délégations régionales où ont été donnés 841 concerts commentés (auxquels s’ajoutent les concerts donnés localement).
1953
Au titre des échanges internationaux, les J.M.F. reçoivent la pianiste américaine Lilian Kallir pour 20 concerts tandis que le jeune pianiste français Philippe Entremont donne 20 concerts aux États-Unis, avec en particulier la première audition du Concerto pour piano d'André Jolivet à Carnegie Hall ; trois jeunes artistes français sont envoyés en Italie, en échange d’un pianiste italien, Mario delli Ponti (10 concerts J.M.F.).
1954
Dans le cadre des échanges internationaux, le pianiste James Wolfe (États-Unis) vient en France, la violoniste Blanche Tarjus va au Canada et aux États-Unis ; elle donne en première audition le Concerto pour violon de Jean Hubeau à Carnegie Hall ; le pianiste Bernard Ringeissen fait une tournée au Danemark, tandis que le Quatuor Danois donne 17 concerts aux J.M.F. La pianiste brésilienne Lucy Salles fait une tournée aux J.M.F., pour la tournée transcontinentale F.I.J.M. À la fin de la saison 1953-1954, les J.M.F.comptent 171 délégations régionales, soit 44 de plus que deux ans auparavant ; 1 026 concerts ont été donnés. René Nicoly fonde le Club National du Disque, destiné à prolonger sur le plan disque, l’action éducatrice des J.M.F. En novembre, les J.M.F. envoient sur les routes de France quatre troupes de danseurs et deux orchestres de chambre. L’effectif total des artistes employés en province est d’environ 140 (non compris les artistes locaux et ceux utilisés par les J.M.F. de Paris).
1955
Cette année marque le début de la collaboration des J.M.F. avec les Centres Dramatiques de province. Le 23 mars, Arthur Honegger vient présenter aux J.M.F. de Paris sa Danse des Morts ; c’est sa dernière apparition en public. Dans le cadre des échanges internationaux, les J.M.F. reçoivent la cantatrice Maureen Forrester et le pianiste John Newmark, alors que le quatuor de saxophones Mule est accueilli par les J.M. du Canada. En octobre, départ du premier spectacle complet d’Opéra J.M.F., l’Opéra de Poche, composé du Téléphone de Gian Carlo Menotti et du Ventriloque de Marcel Landowski, comédie lyrique et chorégraphie, écrite spécialement pour les J.M.F. : l’Opéra de Poche sera donné dans 152 villes de France et d’Afrique du Nord, ainsi que dans 60 délégations des J.M. du Canada.
1956
Le pianiste français Bernard Ringeissen donne 50 concerts aux J.M. du Canada et 20 aux J.M. d’Amérique du Sud dans le cadre de la tournée transcontinentale de la F.I.J.M. En échange, les J.M.F. reçoivent le pianiste brésilien Jacques Klein. Les J.M.F. envoient au 3e Congrès de la Fédération Internationale des Jeunesses Musicales à Madrid, 77 délégués régionaux et 96 jeunes. D’une statistique écrite sur les œuvres contemporaines (écrites après 1918) il ressort que pendant la saison 1955-1956, en province, 904 exécutions ont été données de 43 œuvres écrites par 24 compositeurs français et étrangers. En octobre, les J.M.F. inaugurent à Paris un cycle de rencontres avec les grands chorégraphes et étoiles de la danse. Elles reçoivent au Canada la cantatrice Maureen Forrester et les pianistes Victor Bouchard et Renée Morisset, et envoient en outre-Atlantique la harpiste Marie-Claire Jamet et le flûtiste Christian Lardé (pour 6 mois au Canada). À la suite d’une rencontre entre Carlo Lejeune, secrétaire général des J.M. du Congo belge et du Ruanda-Urundi, et de René Nicoly, un réseau J.M.F. est créé en Afrique noire. Les 8 artistes français et les 3 équipes belges qui se produisent au cours de ces 6 tournées effectuent également un circuit de 15 concerts au Congo belge où l’organisation française a été étudiée et appliquée. Le Circuit Afrique noire (A.O.F., A.E.F., Cameroun) comprend 9 villes (Brazzaville, Pointe-Noire, Douala, Yaoundé, Abidjan, Dakar, Bangui, Édéa et Libreville). Dans le cadre des échanges internationaux, les J.M.F. envoient Gérard Jarry aux États-Unis et au Canada et reçoivent la violoniste Joyce Flissler pour 17 concerts.
1957
À la fin de la saison 1956-1957, les J.M.F. existent dans 190 villes (soit 20 de plus qu’en 1954) où sont donnés 200 concerts (soit 174 de plus) ; la subvention de l’État est de 12 000 000 de francs ; le budget de 458 094 473 francs. Les J.M.F. reçoivent pour trois mois une jeune canadienne, Gloria White, gagnante du Concours Nicoly. En octobre, aux cycles musicaux habituels des J.M.F. parisiens, s'adjoignent deux nouveaux cycles dont l’un intitulé Rencontre avec les grands auteurs dramatiques (Georges Neveux, Félicien Marceau, André Roussin, Marcel Achard). En province, un effort considérable a été accompli pour que chaque circuit puisse recevoir entre autres des programmes d’orchestre de chambre, de danse et de théâtre.
1958
Christian Dior fait dessiner par Yves Saint Laurent la cravate et le foulard des J.M.F. À Paris, un cycle spécial est organisé pour les J.M.F. « Juniors » (de 10 à 15 ans) le jeudi après-midi, pour permettre aux enfants de la banlieue parisienne d’en profiter (ce cycle sera par la suite plusieurs fois télévisé). À la fin de la saison 1957-1958, les J.M.F. ont donné 1 300 concerts dans 190 villes de France, d’Afrique du Nord et d’Afrique noire, représentant un réseau de 350 000 km. Cependant, l’absence d’appuis financiers oblige à suspendre le circuit Afrique noire pour la saison à venir. Les J.M. du Canada accueillent pendant quatre mois une J.M.F., Marie-Thérèse Lançon, la meilleure "propagandiste" de l’année passée, qui fait de Valence à Vancouver et retour 32 000 km. Deux cents J.M.F. participent au Congrès de Bruxelles. En octobre, les J.M.F. lancent un nouveau spectacle d’Opéra de Poche, comprenant deux œuvres commandées par elles, Léonidas ou la Cruauté Mentale de Pierre Wissmer et l’Ours d’Ivan Semenoff qui seront données dans 160 villes ; un autre spectacle théâtral comprend une comédie-ballet de Molière et Lulli, et une pièce d'Anouilh. La tournée d’un orchestre de chambre s’effectue, initiative sans précédent, avec un orgue portatif. À Paris, un nouveau cycle est consacré à l’Art du chant avec le concours des artistes de l’Opéra. Les Comités des Jeunes se constituent dans la plupart des villes J.M.F. ; ils ont pour but d’aider le délégué régional et d’accroître le rayonnement des J.M.F. par des activités annexes. Cinquante présidents de ces comités se réunissent à Paris en décembre pour mettre leurs idées en commun. Le président des J.M. de Serbie, Slobodan Petrovic, vient faire un stage de quinze jours en France pour étudier l’organisation et les méthodes des J.M.F.
1959
Les J.M.F. de Yougoslavie accueillent le pianiste français Claude Helffer, tandis que les J.M. de France reçoivent le pianiste Dusan Trbojevic. Le 4e Congrès de la Fédération Internationale des Jeunesses Musicales a lieu à Paris du 30 mars au 4 avril. Il réunit 1 000 participants. Des émissions régulières de télévision retransmettent certaines séances J.M.F., en particulier celles du cycle « Juniors » et des « Grands Interprètes » (Samson François, Francis Poulenc). Les J.M.F. se trouvent alors dans une situation financière angoissante due à une augmentation généralisée du coût de la vie depuis plusieurs années et à la suppression des subventions privées. D’autre part, la subvention de l’État est restée à peu près la même depuis dix ans et on ne peut rétablir l’équilibre. C’est alors que pour sauver les J.M.F., un véritable plébiscite national est organisé, une campagne de presse est lancée par Le Figaro avec des personnalités telles que le Maréchal Juin, Paul Léon de l’Institut, Francis Poulenc, Samson François, Albert Schweitzer, Darius Milhaud, Henri Dutilleux, André Jolivet, Daniel Lesur, Bernard Gavoty, etc. Cette campagne de presse vient préparer et appuyer une initiative extraordinaire prise par le directeur d’Europe no 1, Louis Merlin. Le 2 juin 1959, l’émission Vous êtes formidables, animée par Pierre Bellemare, réussit à remplir la salle Pleyel à Paris en vingt minutes, pour un gala donné gracieusement par une pléiade d’artistes au profit des J.M.F. et, dans toute la France, les J.M.F. recueillent une multitude de dons. En une soirée, 15 millions ont été recueillis : les Jeunesses Musicales sont sauvées. À la suite du succès complet de la « campagne du 2 juin » et grâce aux efforts des parlementaires, et en particulier de Valéry Giscard d’Estaing, secrétaire d'État aux Finances, la subvention des J.M.F. est portée de 12 à 24 millions. Les 11, 12 et 13 juin, se déroule à Strasbourg et à Colmar une rencontre entre les Jeunesses Musicales d’Allemagne et de France qui permet aux dirigeants des deux pays de confronter leurs objectifs et leurs méthodes de travail. Le 13 septembre se tient à Nantes une réunion des Comités des Jeunesses de l’Ouest qui affirme leur vitalité un an après leur création. En octobre, trois nouveaux cycles sont inaugurés à Paris : le premier consacré aux « Chefs et Chefs-d’œuvre contemporains » ; le deuxième aux « Grands Metteurs en Scène » ; le troisième consacré aux « Musiciens et Metteurs en Scène de Cinéma » . D’autre part, parallèlement au cycle du T.N.P., les J.M.F. bénéficient des avant-première de la Compagnie Madeleine Renaud-Jean-Louis Barrault, au Théâtre de France. Arthur Rubinstein donne un récital au profit des Jeunesses Musicales. Les J.M.F. disposent à partir du mois d’octobre d’une émission hebdomadaire sur Europe no 1.
1960
Deux dirigeants des J.M. de Yougoslavie, Dusan Kostic et Tatjana Jeren, passent quinze jours en France pour étudier l’organisation et l’action des J.M.F. Deux jeunes musiciens japonais, M. Miyoshi et M. Uyeno font également un stage de huit jours afin de préparer la création des Jeunesses Musicales au Japon. Du 15 au 18 avril se tient à Aix-les-Bains le Congrès National des Jeunesses Musicales de France avec la participation de nombreux étrangers. Le 13 mai, René Nicoly est promu officier dans l’ordre national de la Légion d’honneur par André Malraux, ministre des Affaires culturelles.
De 1961 à 1971
Les J.M.F. maintiennent et diversifient leurs nombreuses activités. Au cours de l’été 1969, René Nicoly fonde à Nice, un cours d’été de formation d’animateurs socioculturels. 80 jeunes répondent à l’appel. Ils suivent, en deux groupes, les cours répartis sur trois semaines d’éminentes personnalités du monde de la musique et des arts. Par ailleurs, une initiative unique, timidement expérimentée à Nice en 1969-1970, sera bien vite appliquée à 107 villes de France au cours de la saison 1970-1971 : il s’agit de concerts scolaires, organisés à l’attention des élèves des écoles primaires, dans le cadre du tiers-temps pédagogique. Le succès est total. 478 concerts « nouvelle formule » (en plus des 800 concerts habituels) sont ainsi organisés ; 216 000 enfants sont ainsi touchés. Cette nouvelle jeunesse des J.M.F. a pour effet immédiat d’augmenter de 10 % le nombre des adhérents de Paris-région parisienne, lesquels par exemple, assistent trois fois plus nombreux aux concerts du cycle « Orchestre de Paris ». Un effort tout particulier est fait dans les programmes, en faveur de la musique d’aujourd’hui. Et depuis 1970, un groupe d’une soixantaine de J.M.F. assiste régulièrement, avec intérêt, au Festival de Musique Contemporaine de Royan. En province, jamais l’assistance aux concerts n’a été aussi assidue. L’œuvre de René Nicoly peut être poursuivie.
René Nicoly est à partir de 1969 administrateur de la Réunion des théâtres lyriques nationaux (RTLN) comprenant le Théâtre national de l'Opéra et le Théâtre national de l'Opéra-Comique. Il meurt soudainement d'un infarctus à son bureau de l'Opéra Garnier, le 22 mai 1971 dans sa soixante-quatrième année. Pierre Bourgeois, Louis Leprince-Ringuet, Jacques Duhamel, ministre des Affaires culturelles et le président de la République Georges Pompidou sont parmi les nombreuses personnalités à lui rendre hommage. René Nicoly est inhumé le 29 mai au cimetière d’Avon (Seine-et-Marne).

### Autres mandats
- Vice-président du comité national français au Conseil international de la musique de l'Unesco.
- Fondateur puis président d'honneur de la Fédération internationale des Jeunesses musicales.
- Président de la Société française de diffusion musicale et artistique.
- Président d'honneur de l'Association artistique des Concerts Colonne.
- Éditeur du Journal musical français.

## Décorations
France
- Officier de la Légion d'honneur (1960) ; chevalier (1951)
- Officier de l'ordre des Arts et des Lettres (nommé directement officier, 1957)[2]
- Médaille de la Ville de Paris, échelon vermeil

Belgique
- Chevalier de l'ordre de Léopold
- Chevalier de l'ordre de la Couronne

Tunisie
- Commandeur du Nichan Iftikhar.